# Mindre klumpfisk
Mindre klumpfisk (Ranzania laevis) är en fiskart som först beskrevs av Thomas Pennant 1776.  Mindre klumpfisk ingår i släktet Ranzania och familjen klumpfiskar. Inga underarter finns listade i Catalogue of Life.